# ليمدونانجي
ليمدونانجي (بالإنجليزية: Limdunanji)‏ المرأة الأولى في ميثولوجيا جزر مارشال.